# Elimaea thaii
Elimaea thaii är en insektsart som beskrevs av Sigfrid Ingrisch 1998. Elimaea thaii ingår i släktet Elimaea och familjen vårtbitare. Inga underarter finns listade i Catalogue of Life.